# 保罗·帕伦
保罗·帕伦（瑞典語：Paul Palén，1881年4月4日—1944年10月12日），瑞典男子射击运动员，主攻手枪。他曾代表瑞典参加1912年夏季奥林匹克运动会射击比赛，获得一枚金牌和一枚银牌。